# Comuna Voineasa, Olt
Voineasa este o comună în județul Olt, Oltenia, România, formată din satele Blaj, Mărgăritești, Racovița, Rusăneștii de Sus și Voineasa (reședința).

## Demografie
Componența etnică a comunei Voineasa
     Români (92,2%)
     Romi (3,09%)
     Alte etnii (4,71%)
Componența confesională a comunei Voineasa
     Ortodocși (93,38%)
     Penticostali (1,82%)
     Alte religii (0,15%)
     Necunoscută (4,66%)
Conform recensământului efectuat în 2021, populația comunei Voineasa se ridică la 2.038 de locuitori, în scădere față de recensământul anterior din 2011, când fuseseră înregistrați 2.229 de locuitori. Majoritatea locuitorilor sunt români (92,2%), cu o minoritate de romi (3,09%). Din punct de vedere confesional, majoritatea locuitorilor sunt ortodocși (93,38%), cu o minoritate de penticostali (1,82%), iar pentru 4,66% nu se cunoaște apartenența confesională.

## Politică și administrație
Comuna Voineasa este administrată de un primar și un consiliu local compus din 11 consilieri. Primarul, Liviu-Laurențiu Anuța[*], de la Partidul Social Democrat, este în funcție din 2016. Începând cu alegerile locale din 2024, consiliul local are următoarea componență pe partide politice:
|  | Partid                   | Consilieri | Componența Consiliului | Componența Consiliului | Componența Consiliului | Componența Consiliului | Componența Consiliului | Componența Consiliului | Componența Consiliului | Componența Consiliului | Componența Consiliului | Componența Consiliului | Componența Consiliului |
|  | ------------------------ | ---------- | ---------------------- | ---------------------- | ---------------------- | ---------------------- | ---------------------- | ---------------------- | ---------------------- | ---------------------- | ---------------------- | ---------------------- | ---------------------- |
|  | Partidul Social Democrat | 11         |                        |                        |                        |                        |                        |                        |                        |                        |                        |                        |                        |